# Andrena kudiana
Andrena kudiana är en biart som beskrevs av Cockerell 1924. Andrena kudiana ingår i släktet sandbin, och familjen grävbin. Inga underarter finns listade i Catalogue of Life.